# Carrington (film)
Carrington – brytyjski dramat biograficzny z 1995 roku w reżyserii Christophera Hamptona.

## Produkcja
Zdjęcia do filmu kręcono na terenie Anglii i Włoch. Do lokalizacji wykorzystanych przez filmowców należały:

- Londyn;
- East Sussex (Hartfield);
- North Yorkshire (stacja kolejowa w Goathland);
- Oxfordshire (Garsington);
- Surrey (Shackleford);
- Wenecja m.in.:
  - kanał Rio di Ca' Widmann,
  - most Ponte del Piovan o del Volto[1].

## Obsada
- Emma Thompson jako Dora Carrington
- Jonathan Pryce jako Lytton Strachey
- Steven Waddington jako Ralph Partidge
- Samuel West jako Gerald Brenan
- Rufus Sewell jako Mark Gertler
- Penelope Wilton jako lady Ottoline Morrell
- Janet McTeer jako Vanessa Bell
- Peter Blythe jako Phillip Morrell
- Jeremy Northam jako Beacus Penrose
- Alex Kingston jako Frances Partridge
- Daniel Betts jako portier
- Richard Clifford jako Clive Bell
- Sebastian Harcombe jako Roger Senhouse
- Gary Turner jako Duncan Grant
- David Ryall jako major
- Helen Blatch jako pielęgniarka[2]

## Nagrody
- 48. Międzynarodowy Festiwal Filmowy w Cannes:
  - Nagroda Specjalna Jury: Christopher Hampton
  - Złota Palma: Najlepszy aktor Jonathan Pryce